# Kanton Cancale
Kanton Cancale (francouzsky Canton de Cancale) je francouzský kanton v departementu Ille-et-Vilaine v regionu Bretaň. Tvoří ho šest obcí.

## Obce kantonu
- Cancale
- La Fresnais
- Hirel
- Saint-Benoît-des-Ondes
- Saint-Coulomb
- Saint-Méloir-des-Ondes